# Apogonia tuberculiventris
Apogonia tuberculiventris är en skalbaggsart som beskrevs av Conrad Ritsema 1897. Apogonia tuberculiventris ingår i släktet Apogonia och familjen Melolonthidae. Inga underarter finns listade i Catalogue of Life.